# Helena Pilejczyk
Helena Pilejczyk, nata Majcher (Zieluń, 1º aprile 1931 – Elbląg, 12 novembre 2023), è stata una pattinatrice di velocità su ghiaccio polacca.

## Palmarès

### Olimpiadi invernali
- Bronzo a Squaw Valley 1960 nei 1500 metri.